# Stazione di Venafro
La stazione di Venafro è una stazione ferroviaria posta lungo la linea Vairano-Isernia e capolinea della diramazione Rocca d'Evandro-Venafro.

## Strutture e impianti
La gestione degli impianti è affidata a Rete Ferroviaria Italiana.
Il fabbricato viaggiatori è una struttura a tre corpi di cui quello centrale a due livelli. Dal lato binari, il fabbricato principale e il corpo orientale dispongono di un loggiato dove trovano posto alcune panchine.
La stazione è provvista di linea elettrica, utilizzata solo dai treni merce destinati allo scalo merci presente nel vicino nucleo industriale di Pozzilli-Venafro.
Al lato ovest della stazione è presente una torre dell'acqua in cemento non più in funzione. Sempre ad ovest c'è un piccolo fabbricato ad un solo piano che ospita gli uffici tecnici di RFI.
La stazione disponeva di uno scalo merci che tuttavia è stato smantellato (compreso il magazzino merci) ad eccezione del tronchino che garantiva l'accesso allo scalo. Tale binario è usato sporadicamente per il ricovero dei mezzi addetti alla manutenzione della linea.
Il piazzale si compone di tre binari tutti passanti: 
- 1: viene usato dai i treni passanti via Rocca d'Evandro.
- 2: viene usato dai treni passanti via Vairano
- 3: viene usato per gli incroci fra i treni.

Tutti i binari sono serviti da banchina e protetti da una pensilina (ad eccezione del primo binario dove i viaggiatori hanno a disposizione il loggiato) in cemento.

## Servizi
Nella stazione, che RFi classifica nella categoria Silver, sono presenti i seguenti servizi:
- Biglietteria automatica
- Sala d'attesa
- Servizi igienici
- Bar

## Movimento
Il servizio passeggeri è costituito da treni regionali operati da Trenitalia nell'ambito del contratto di servizio stipulato con la Regione Molise.
In totale sono 34 i treni che effettuano servizio in questa stazione.

## Interscambi
Nel piazzale antistante il fabbricato viaggiatori sorge un posteggio taxi.
- Fermata autobus SATI
- Stazione taxi